# Парламентские выборы в Вануату (1979)
Парламентские выборы в Вануату состоялись 19 ноября 1979 года. Явились первыми парламентскими выборами в стране. Произошли за год до обретения независимости. В результате выборов главным министром (с 1980 года — премьер-министр) стал представитель Партии Вануаку Уолтер Лини.
Результаты выборов в Парламент Вануату 19 ноября 1979
| Партии и блоки        | Голоса | % | Места |
| --------------------- | ------ | - | ----- |
| Партия Вануаку        |        | . | 26    |
| Союз умеренных партий |        | . | 13    |
| Всего                 |        |   | 39    |
| Источник: IPU         |        |   |       |